# Mistrzostwa Świata Juniorek w Hokeju na Lodzie 2020/Elita
Mistrzostwa Świata Juniorek w Hokeju na Lodzie Elity 2020 odbyły się w dniach 26 grudnia–2 stycznia 2020 na Słowacji. Jako miasto goszczące najlepsze reprezentacje świata została wybrana Bratysława. Do 13. turnieju o złoty medal mistrzostw świata juniorek zakwalifikowano 8 narodowych reprezentacji.

## Grupa A
Tabela
| Lp. | Zespół            | M | Pkt | Z | Zd | Pd | P | G+ | G- | +/− |
| --- | ----------------- | - | --- | - | -- | -- | - | -- | -- | --- |
| 1   | Kanada            | 3 | 8   | 2 | 1  | 0  | 0 | 9  | 4  | +5  |
| 2   | Stany Zjednoczone | 3 | 6   | 2 | 0  | 0  | 1 | 6  | 3  | +3  |
| 3   | Rosja             | 3 | 4   | 1 | 0  | 1  | 1 | 6  | 6  | 0   |
| 4   | Finlandia         | 3 | 0   | 0 | 0  | 0  | 3 | 4  | 12 | -8  |

    = awans do półfinału     = awans do ćwierćfinałów
Wyniki
| 26 grudnia 2019 | Kanada | 3:2 pd. | Rosja | Vladimír Dzurilla Ice Rink Hala 1, Bratysława |

| Szczegóły      | Szczegóły                                                     | Szczegóły            | Szczegóły                                       | Szczegóły                                                                                          |
| -------------- | ------------------------------------------------------------- | -------------------- | ----------------------------------------------- | -------------------------------------------------------------------------------------------------- |
| Godzina: 12:30 | A-F. Naud (EQ) 19:00 S. Paul (EQ) 23:55 N. Gosling (EQ) 63:12 | (1:0, 1:0, 0:2, 1:0) | 50:35 (EQ) W. Korżakowa 53:49 (EQ) K. Szaszkina | Widzów: 298 Sędzia główny: Kelly Cooke Drahomíra Fialova Sędziowie liniowi: Liv Andersson Wang Hui |
| Godzina: 12:30 | 8 min. kar                                                    |                      | 8 min. kar                                      | Widzów: 298 Sędzia główny: Kelly Cooke Drahomíra Fialova Sędziowie liniowi: Liv Andersson Wang Hui |

| 26 grudnia 2019 | Stany Zjednoczone | 4:1 | Finlandia | Vladimír Dzurilla Ice Rink Hala 1, Bratysława |

| Szczegóły      | Szczegóły                                                                                    | Szczegóły       | Szczegóły             | Szczegóły                                                                                                 |
| -------------- | -------------------------------------------------------------------------------------------- | --------------- | --------------------- | --- |
| Godzina: 16:30 | A. Murphy (PP) 10:36 C. Van Wieren (EQ) 33:40 A. Wethington (EQ) 39:59 R. Guilday (EQ) 40:37 | (1:1, 2:0, 1:0) | 11:38 (PP) K. Yrjänen | Widzów: 311 Sędzia główny: Daria Abrosimowa Vanessa Morin Sędziowie liniowi: Polina Daniłowa Justine Todd |
| Godzina: 16:30 | 6 min. kar                                                                                   |                 | 8 min. kar            | Widzów: 311 Sędzia główny: Daria Abrosimowa Vanessa Morin Sędziowie liniowi: Polina Daniłowa Justine Todd |

| 27 grudnia 2019 | Finlandia | 1:4 | Kanada | Vladimír Dzurilla Ice Rink Hala 1, Bratysława |

| Szczegóły      | Szczegóły              | Szczegóły       | Szczegóły                                                                              | Szczegóły                                                                                                 |
| -------------- | ---------------------- | --------------- | -------------------------------------------------------------------------------------- | --- |
| Godzina: 12:30 | N. Laitinen (PP) 19:21 | (1:1, 0:0, 0:3) | 05:16 (EQ) L. Bochna 46:53 (EQ) C. Kettyle 52:37 (EQ) M. Wheeler 54:55 (EN) É. Lussier | Widzów: 378 Sędzia główny: Kelly Cooke Svenja Strohmenger Sędziowie liniowi: Liv Andersson Kendall Hanley |
| Godzina: 12:30 | 8 min. kar             |                 | 14 min. kar                                                                            | Widzów: 378 Sędzia główny: Kelly Cooke Svenja Strohmenger Sędziowie liniowi: Liv Andersson Kendall Hanley |

| 27 grudnia 2019 | Stany Zjednoczone | 1:0 | Rosja | Vladimír Dzurilla Ice Rink Hala 1, Bratysława |

| Szczegóły      | Szczegóły           | Szczegóły       | Szczegóły  | Szczegóły                                                                                                 |
| -------------- | ------------------- | --------------- | ---------- | --- |
| Godzina: 16:30 | E. Huber (EA) 54:31 | (0:0, 0:0, 1:0) |            | Widzów: 292 Sędzia główny: Henna Åberg Gabriela Malá Sędziowie liniowi: Magdaléna Čerhitová Marine Dinant |
| Godzina: 16:30 | 4 min. kar          |                 | 4 min. kar | Widzów: 292 Sędzia główny: Henna Åberg Gabriela Malá Sędziowie liniowi: Magdaléna Čerhitová Marine Dinant |

| 29 grudnia 2019 | Kanada | 2:1 | Stany Zjednoczone | Vladimír Dzurilla Ice Rink Hala 1, Bratysława |

| Szczegóły      | Szczegóły                                     | Szczegóły       | Szczegóły           | Szczegóły                                                                                                |
| -------------- | --------------------------------------------- | --------------- | ------------------- | --- |
| Godzina: 12:30 | A. Cherkowski (EQ) 00:20 M. Picard (EQ) 54:23 | (1:0, 0:0, 1:1) | 59:58 (PP2) L. Eden | Widzów: 719 Sędzia główny: Henna Åberg Daria Abrosimowa Sędziowie liniowi: Polina Daniłowa Marine Dinant |
| Godzina: 12:30 | 12 min. kar                                   |                 | 6 min. kar          | Widzów: 719 Sędzia główny: Henna Åberg Daria Abrosimowa Sędziowie liniowi: Polina Daniłowa Marine Dinant |

| 29 grudnia 2019 | Rosja | 4:2 | Finlandia | Vladimír Dzurilla Ice Rink Hala 1, Bratysława |

| Szczegóły      | Szczegóły                                                                                   | Szczegóły       | Szczegóły                                    | Szczegóły                                                                                                   |
| -------------- | ------------------------------------------------------------------------------------------- | --------------- | -------------------------------------------- | --- |
| Godzina: 16:30 | P. Łucznikowa (EQ) 01:46 K. Sziszkina (EQ) 21:50 K. Sziszkina (EQ) 24:46 Markowa (EQ) 36:39 | (1:1, 3:1, 0:0) | 17:24 (PP) N. Laitinen 20:56 (PP) S. Rantala | Widzów: 320 Sędzia główny: Drahomíra Fialova Vanessa Morin Sędziowie liniowi: Stephanie Cole Kendall Hanley |
| Godzina: 16:30 | 16 min. kar                                                                                 |                 | 6 min. kar                                   | Widzów: 320 Sędzia główny: Drahomíra Fialova Vanessa Morin Sędziowie liniowi: Stephanie Cole Kendall Hanley |

## Grupa B
Tabela
| Lp. | Zespół     | M | Pkt | Z | Zd | Pd | P | G+ | G- | +/− |
| --- | ---------- | - | --- | - | -- | -- | - | -- | -- | --- |
| 1   | Czechy     | 3 | 7   | 2 | 0  | 1  | 0 | 9  | 4  | +5  |
| 2   | Szwecja    | 3 | 6   | 2 | 0  | 0  | 1 | 7  | 5  | +2  |
| 3   | Szwajcaria | 3 | 3   | 0 | 1  | 1  | 1 | 4  | 6  | -2  |
| 4   | Słowacja   | 3 | 2   | 0 | 1  | 0  | 2 | 6  | 11 | -5  |

    = awans do ćwierćfinału     = walka o utrzymanie
Wyniki
| 26 grudnia 2019 | Szwajcaria | 2:1 pd. | Czechy | Vladimír Dzurilla Ice Rink Hala 2, Bratysława |

| Szczegóły      | Szczegóły                                    | Szczegóły            | Szczegóły             | Szczegóły                                                                                                  |
| -------------- | -------------------------------------------- | -------------------- | --------------------- | --- |
| Godzina: 16:30 | A. Marti (EQ) 43:10 L. Zimmermann (EQ) 60:28 | (0:1, 0:0, 1:0, 1:0) | 16:56 (EQ) H. Haasová | Widzów: 99 Sędzia główny: Henna Åberg Jelena Iwanowa Sędziowie liniowi: Magdaléna Čerhitová Stephanie Cole |
| Godzina: 16:30 | 4 min. kar                                   |                      | 4 min. kar            | Widzów: 99 Sędzia główny: Henna Åberg Jelena Iwanowa Sędziowie liniowi: Magdaléna Čerhitová Stephanie Cole |

| 26 grudnia 2019 | Szwecja | 4:2 | Słowacja | Vladimír Dzurilla Ice Rink Hala 1, Bratysława |

| Szczegóły      | Szczegóły                                                                              | Szczegóły       | Szczegóły                                           | Szczegóły                                                                                             |
| -------------- | -------------------------------------------------------------------------------------- | --------------- | --------------------------------------------------- | --- |
| Godzina: 20:30 | L. Johansson (EQ) 27:22 E. Svensson (PP) 34:03 H. Thuvik (EQ) 38:32 L. Blom (EQ) 56:03 | (0:0, 3:0, 1:2) | 56:37 (PP) B. Kapičáková 59:52 (EQ) E. Leskovjanská | Widzów: 543 Sędzia główny: Gabriela Malá Svenja Strohmenger Sędziowie liniowi: Marine Dinant Amy Lack |
| Godzina: 20:30 | 10 min. kar                                                                            |                 | 8 min. kar                                          | Widzów: 543 Sędzia główny: Gabriela Malá Svenja Strohmenger Sędziowie liniowi: Marine Dinant Amy Lack |

| 27 grudnia 2019 | Czechy | 3:1 | Szwecja | Vladimír Dzurilla Ice Rink Hala 2, Bratysława |

| Szczegóły      | Szczegóły                                                            | Szczegóły       | Szczegóły              | Szczegóły |
| -------------- | -------------------------------------------------------------------- | --------------- | ---------------------- | --- |
| Godzina: 16:30 | H. Haasová (EQ) 04:46 A. Kalová (EQ) 47:40 K. Kaltounková (EQ) 58:35 | (1:0, 0:1, 2:0) | 32:10 (PP) E. Svensson | Widzów: 100 Sędzia główny: Gabrielle Ariano-Lortie Drahomíra Fialova Sędziowie liniowi: Polina Daniłowa Amy Lack |
| Godzina: 16:30 | 6 min. kar                                                           |                 | 6 min. kar             | Widzów: 100 Sędzia główny: Gabrielle Ariano-Lortie Drahomíra Fialova Sędziowie liniowi: Polina Daniłowa Amy Lack |

| 27 grudnia 2019 | Szwajcaria | 2:3 pd. | Słowacja | Vladimír Dzurilla Ice Rink Hala 1, Bratysława |

| Szczegóły      | Szczegóły                                  | Szczegóły            | Szczegóły                                                                | Szczegóły                                                                                            |
| -------------- | ------------------------------------------ | -------------------- | ------------------------------------------------------------------------ | --- |
| Godzina: 20:30 | S. Leemann (EA) 50:06 J. Surdez (EQ) 55:45 | (0:0, 0:1, 2:1, 0:1) | 36:03 (EQ) A. Štetiarová 54:23 (EQ) R. Halušková 62:52 (EQ) J. Matejková | Widzów: 527 Sędzia główny: Daria Abrosimowa Vanessa Morin Sędziowie liniowi: Stephanie Cole Wang Hui |
| Godzina: 20:30 | 6 min. kar                                 |                      | 18 min. kar                                                              | Widzów: 527 Sędzia główny: Daria Abrosimowa Vanessa Morin Sędziowie liniowi: Stephanie Cole Wang Hui |

| 29 grudnia 2019 | Szwecja | 2:0 | Szwajcaria | Vladimír Dzurilla Ice Rink Hala 2, Bratysława |

| Szczegóły      | Szczegóły                                   | Szczegóły       | Szczegóły  | Szczegóły |
| -------------- | ------------------------------------------- | --------------- | ---------- | --- |
| Godzina: 16:30 | A. Silén (EQ) 10:55 T. Johansson (EN) 58:39 | (1:0, 0:0, 1:0) |            | Widzów: 99 Sędzia główny: Jelena Iwanowa Svenja Strohmenger Sędziowie liniowi: Magdaléna Čerhitová Justine Todd |
| Godzina: 16:30 | 14 min. kar                                 |                 | 2 min. kar | Widzów: 99 Sędzia główny: Jelena Iwanowa Svenja Strohmenger Sędziowie liniowi: Magdaléna Čerhitová Justine Todd |

| 29 grudnia 2019 | Słowacja | 1:5 | Czechy | Vladimír Dzurilla Ice Rink Hala 1, Bratysława |

| Szczegóły      | Szczegóły               | Szczegóły       | Szczegóły | Szczegóły                                                                                                 |
| -------------- | ----------------------- | --------------- | --- | --- |
| Godzina: 20:30 | R. Halušková (PP) 54:38 | (0:1, 0:2, 1:2) | 08:34 (PP) K. Kaltounková 25:05 (SH) T. Mazancová 39:34 (EQ) H. Haasová 50:49 (EA) D. Pejšová 59:52 (EQ) G. Hrubanová | Widzów: 1248 Sędzia główny: Gabrielle Ariano-Lortie Kelly Cooke Sędziowie liniowi: Liv Andersson Amy Lack |
| Godzina: 20:30 | 8 min. kar              |                 | 8 min. kar | Widzów: 1248 Sędzia główny: Gabrielle Ariano-Lortie Kelly Cooke Sędziowie liniowi: Liv Andersson Amy Lack |

## Turniej play-out
| 30 grudnia 2019 | Szwajcaria | 4:1 | Słowacja | Vladimír Dzurilla Ice Rink Hala 2, Bratysława |

| Szczegóły      | Szczegóły                                                                                    | Szczegóły       | Szczegóły                   | Szczegóły |
| -------------- | -------------------------------------------------------------------------------------------- | --------------- | --------------------------- | --- |
| Godzina: 20:30 | L. Staub (PP) 06:37 L. Zimmermann (EQ) 09:37 L. Zimmermann (PP) 13:42 S. Bachmann (EQ) 15:51 | (4:0, 0:0, 0:1) | 53:53 (PP, EA) R. Halušková | Widzów: 100 Sędzia główny: Gabrielle Ariano-Lortie Svenja Strohmenger Sędziowie liniowi: Kendall Hanley Wang Hui |
| Godzina: 20:30 | 2 min. kar                                                                                   |                 | 8 min. kar                  | Widzów: 100 Sędzia główny: Gabrielle Ariano-Lortie Svenja Strohmenger Sędziowie liniowi: Kendall Hanley Wang Hui |

| 1 stycznia 2020 | Słowacja | 1:2 | Szwajcaria | Vladimír Dzurilla Ice Rink Hala 2, Bratysława |

| Szczegóły      | Szczegóły              | Szczegóły       | Szczegóły                                 | Szczegóły                                                                                      |
| -------------- | ---------------------- | --------------- | ----------------------------------------- | ---------------------------------------------------------------------------------------------- |
| Godzina: 16:30 | T. Dobošová (EQ) 04:15 | (1:0, 0:2, 0:0) | 24:58 (PP) A. Marti 36:46 (EQ) Zimmermann | Widzów: 100 Sędzia główny: Daria Abrosimowa Gabriela Malá Sędziowie liniowi: Amy Lack Wang Hui |
| Godzina: 16:30 | 6 min. kar             |                 | 6 min. kar                                | Widzów: 100 Sędzia główny: Daria Abrosimowa Gabriela Malá Sędziowie liniowi: Amy Lack Wang Hui |

## Faza pucharowa
Ćwierćfinały
| 30 grudnia 2019 | Finlandia | 3:1 | Czechy | Vladimír Dzurilla Ice Rink Hala 1, Bratysława |

| Szczegóły      | Szczegóły                                                          | Szczegóły       | Szczegóły             | Szczegóły                                                                                                |
| -------------- | ------------------------------------------------------------------ | --------------- | --------------------- | --- |
| Godzina: 16:30 | S. Rantala (EQ) 07:55 S. Nuutinen (EQ) 19:53 K. Yrjänen (EQ) 25:02 | (2:0, 1:0, 0:1) | 47:38 (EQ) H. Haasová | Widzów: 213 Sędzia główny: Daria Abrosimowa Jelena Iwanowa Sędziowie liniowi: Liv Andersson Justine Todd |
| Godzina: 16:30 | 6 min. kar                                                         |                 | 14 min. kar           | Widzów: 213 Sędzia główny: Daria Abrosimowa Jelena Iwanowa Sędziowie liniowi: Liv Andersson Justine Todd |

| 30 grudnia 2019 | Rosja | 4:0 | Szwecja | Vladimír Dzurilla Ice Rink Hala 1, Bratysława |

| Szczegóły      | Szczegóły                                                                                            | Szczegóły       | Szczegóły  | Szczegóły                                                                                                  |
| -------------- | --- | --------------- | ---------- | --- |
| Godzina: 20:30 | K. Gluczareva (EQ) 06:29 W. Korżakowa (EQ) 18:25 K. Szaszkina (EQ) 40:33 W. Poniatowskaja (PP) 42:47 | (2:0, 0:0, 2:0) |            | Widzów: 193 Sędzia główny: Drahomíra Fialova Gabriela Malá Sędziowie liniowi: Stephanie Cole Marine Dinant |
| Godzina: 20:30 | 10 min. kar                                                                                          |                 | 8 min. kar | Widzów: 193 Sędzia główny: Drahomíra Fialova Gabriela Malá Sędziowie liniowi: Stephanie Cole Marine Dinant |

Półfinały
| 1 stycznia 2020 | Kanada | 4:1 | Finlandia | Vladimír Dzurilla Ice Rink Hala 1, Bratysława |

| Szczegóły      | Szczegóły                                                                             | Szczegóły       | Szczegóły              | Szczegóły                                                                                                |
| -------------- | ------------------------------------------------------------------------------------- | --------------- | ---------------------- | --- |
| Godzina: 12:30 | M. Picard (EQ) 06:11 J. Buglioni (EQ) 07:12 L. Bochna (EQ) 19:28 K. Cooper (EQ) 49:11 | (3:0, 0:0, 1:1) | 44:46 (PP) N. Laitinen | Widzów: 316 Sędzia główny: Kelly Cooke Drahomíra Fialova Sędziowie liniowi: Marine Dinant Kendall Hanley |
| Godzina: 12:30 | 14 min. kar                                                                           |                 | 10 min. kar            | Widzów: 316 Sędzia główny: Kelly Cooke Drahomíra Fialova Sędziowie liniowi: Marine Dinant Kendall Hanley |

| 1 stycznia 2020 | Stany Zjednoczone | 3:0 | Rosja | Vladimír Dzurilla Ice Rink Hala 1, Bratysława |

| Szczegóły      | Szczegóły                                                     | Szczegóły       | Szczegóły  | Szczegóły |
| -------------- | ------------------------------------------------------------- | --------------- | ---------- | --- |
| Godzina: 16:30 | L. Lobdell (EQ) 07:16 L. Eden (EQ) 10:10 E. Gentry (EQ) 32:47 | (2:0, 1:0, 0:0) |            | Widzów: 456 Sędzia główny: Gabrielle Ariano-Lortie Vanessa Morin Sędziowie liniowi: Liv Andersson Justine Todd |
| Godzina: 16:30 | 12 min. kar                                                   |                 | 2 min. kar | Widzów: 456 Sędzia główny: Gabrielle Ariano-Lortie Vanessa Morin Sędziowie liniowi: Liv Andersson Justine Todd |

Mecz o piąte miejsce
| 1 stycznia 2020 | Czechy | 0:1 | Szwecja | Vladimír Dzurilla Ice Rink Hala 1, Bratysława |

| Szczegóły      | Szczegóły  | Szczegóły       | Szczegóły               | Szczegóły |
| -------------- | ---------- | --------------- | ----------------------- | --- |
| Godzina: 20:30 |            | (0:0, 0:0, 0:1) | 48:35 (EQ) T. Johansson | Widzów: 152 Sędzia główny: Henna Åberg Jelena Iwanowa Sędziowie liniowi: Magdaléna Čerhitová Polina Daniłowa |
| Godzina: 20:30 | 8 min. kar |                 | 4 min. kar              | Widzów: 152 Sędzia główny: Henna Åberg Jelena Iwanowa Sędziowie liniowi: Magdaléna Čerhitová Polina Daniłowa |

Mecz o trzecie miejsce
| 2 stycznia 2020 | Rosja | 6:1 | Finlandia | Vladimír Dzurilla Ice Rink Hala 1, Bratysława |

| Szczegóły      | Szczegóły | Szczegóły       | Szczegóły             | Szczegóły                                                                                           |
| -------------- | --- | --------------- | --------------------- | --------------------------------------------------------------------------------------------------- |
| Godzina: 12:30 | K. Głuczarewa (EQ) 12:44 W. Poniatowskaja (EQ) 18:18 K. Głuczarewa (EQ) 28:36 I. Markowa (EQ) 43:10 A. Swiridowa (EQ) 54:24 K. Głuczarewa (EQ) 59:08 | (2:0, 1:0, 3:1) | 45:35 (EQ) P. Salonen | Widzów: 137 Sędzia główny: Kelly Cooke Vanessa Morin Sędziowie liniowi: Kendall Hanley Justine Todd |
| Godzina: 12:30 | 4 min. kar |                 | 4 min. kar            | Widzów: 137 Sędzia główny: Kelly Cooke Vanessa Morin Sędziowie liniowi: Kendall Hanley Justine Todd |

Finał
| 2 stycznia 2020 | Kanada | 1:2 pd. | Stany Zjednoczone | Vladimír Dzurilla Ice Rink Hala 1, Bratysława |

| Szczegóły      | Szczegóły          | Szczegóły            | Szczegóły                                | Szczegóły |
| -------------- | ------------------ | -------------------- | ---------------------------------------- | --- |
| Godzina: 20:30 | S. Paul (PP) 45:38 | (0:1, 0:0, 1:0, 0:1) | 14:38 (PP) A. Murphy 76:52 (EQ) K. Zanon | Widzów: 937 Sędzia główny: Henna Åberg Jelena Iwanowa Sędziowie liniowi: Magdaléna Čerhitová Polina Daniłowa |
| Godzina: 20:30 | 8 min. kar         |                      | 12 min. kar                              | Widzów: 937 Sędzia główny: Henna Åberg Jelena Iwanowa Sędziowie liniowi: Magdaléna Čerhitová Polina Daniłowa |

## Klasyfikacja końcowa
| Msc. | Reprezentacja     |
| ---- | ----------------- |
|      | Stany Zjednoczone |
|      | Kanada            |
|      | Rosja             |
| 4    | Finlandia         |
| 5    | Szwecja           |
| 6    | Czechy            |
| 7    | Szwajcaria        |
| 8    | Słowacja          |

| Spadek do I Dywizji Grupy A w 2021: | Słowacja |
| Awans do turnieju MŚ Elity w 2021:  | Niemcy   |

## Statystyki indywidualne
- Klasyfikacja strzelców:  Hana Haasová
 Laura Zimmermann: 4 gole[1]
- Klasyfikacja asystentów:  Polina Łucznikowa: 6 asyst[2]
- Klasyfikacja kanadyjska:  Kristi Szaszkina: 8 punktów[3]
- Klasyfikacja kanadyjska obrońców:  Sanni Rantala: 7 punktów[4]
- Klasyfikacja +/−:  Kendall Cooper: +6[5]
- Klasyfikacja skuteczności interwencji bramkarzy:  Viktorie Švejdová: 97,33%[6]
- Klasyfikacja średniej goli straconych na mecz bramkarzy:  Viktorie Švejdová: 0,79[6]
- Klasyfikacja minut kar:  Andrea Klimantova: 12 minut[7]

## Nagrody indywidualne
Dyrektoriat turnieju wybrał trójkę najlepszych zawodniczek, po jednej na każdej pozycji:
- Bramkarz:  Anna Ałpatowa
- Obrońca:  Nelli Laitinen
- Napastnik:  Kristi Szaszkina